# Huracán Joan–Miriam
El huracán Joan-Miriam (conocido en la cultura popular de Costa Rica y Nicaragua como huracán Juana) fue un huracán mortífero que causó destrucción en una docena de países en el Caribe, América Central, Colombia y Venezuela. El huracán Joan causó extensas inundaciones y más de 200 muertes después de mudarse a América Central, generalizado y crisis económicas se vieron exacerbadas por Joan, principalmente a través de Nicaragua, las fuertes lluvias y vientos fuertes afectó los que están cerca la trayectoria del huracán. Después de cruzar a Centroamérica en el Pacífico, el ciclón ha sido renombrado como tormenta tropical Miriam, con la disipación ocurre suroeste del sistema de México. Joan-Miriam fue el huracán final de la temporada y la última tormenta con nombre de la temporada de huracanes en el Pacífico. Una de las últimas de la temporada para formar en cualquier época del año, Joan formó a partir de una zona de convección en la zona de convergencia intertropical que se movía en la costa de África a principios de octubre. Desarrolló anillado y se actualizó a la depresión tropical 17 el 10 de octubre y posteriormente designado como tormenta tropical, mientras que Joan situado a baja latitud en el centro del Océano Atlántico.
Joan fortaleció gradualmente a medida que pasa sobre el sur de Islas de Barlovento el 15 de octubre continuó hacia el oeste, en respuesta a una fuerte cresta, y pasó sobre la Península Guajira en octubre 17. Después de entrar en el mar Caribe extremo suroeste, Joan fortaleció en huracán. Ejecuta lentamente un pequeño bucle en sentido antihorario, posiblemente en respuesta a la cercana Depresión tropical Dieciocho. El afloramiento causada por el huracán cuasiestacionario debilitó el sistema. A medida que la depresión se disipó cerca, Joan reanudó su pista hacia el oeste. Un fuerte anticiclón sobre el Mar Caribe suroccidental crearon un ambiente muy favorable, y Joan fueron sometidos a rápida intensificación a una velocidad de 38 . Milibares en el espacio de un día con una presión mínima de 932  milibares, Joan fue uno de los más fuertes huracanes octubre desde 1961. En el momento, se encontraba en la latitud a 12°N, la más meridional categoría 5 huracán jamás registrado en el momento. Ese registro ya ha sido roto por el huracán Iván.

## Primer huracán en el Caribe Continental Colombiano
Con vientos que llegaban a los 90 kilómetros por hora en su interior, la tormenta tropical llegó a la Guajira en donde el día lunes 17 cobró sus primeras víctimas en territorio colombiano. Las poblaciones de Manaure, Uribia y El Pájaro fueron las más afectadas. Riohacha fue prácticamente inundada por las torrenciales lluvias que duraron todo el lunes y sólo en el departamento de la Guajira los muertos llegaron a 6 y los damnificados a 5 mil. Ese día, al acercarse al continente, se esperaba que el fenómeno perdiera fuerza y muriera frente a la costa colombiana. Pero "Joan" se caracterizó por su extraño comportamiento y nuevamente cobró fuerza al internarse en el mar. El martes, con vientos superiores a los 117 kilómetros por hora en su interior y convertido en huracán clase I -la más baja dentro de la escala-, "Joan" se paseó frente a las costas colombianas y parecía dirigirse hacia Panamá.
El Caribe Colombiano, que aún no se reponía de los estragos causados por la ola invernal que dejó miles de damnificados en agosto y septiembre, debió soportar las intensas tormentas causadas por el paso del huracán.
El martes 18, a causas de los aguaceros ocasionado por el "Joan", la  localidad del El Carmen de Bolívar fue inundada en un 80%. El arroyo Alférez se desbordó, arrasó dos puentes y dejó a la población prácticamente incomunicada. Acabó con cientos de casas, destruyó escuelas y acabó con varias cosechas y productos almacenados. A unos kilómetros al norte de esta, las aguas represadas en el Canal del Dique se desbordaron, perjudicando vastas zonas agrícolas.
Por su parte, Santa Marta, Barranquilla y Cartagena sufrieron varios daños en esta primera fase de la emergencia. De las tres ciudades, Cartagena resultó ser la más afectada. El miércoles, cuando Joan había alcanzado la categoría 3, la Ciudad de Cartagena de Indias sufrió la inundación de numerosos barrios, con un saldo de cerca de 10 mil personas damnificadas.
El "Joan" se estacionó a 200 kilómetros al sur de San Andrés, frente a las costas colombianas, con lo que empezó la que se puede considerar la segunda fase de la emergencia. Este hecho hizo que los efectos del huracán continuaran afectando a la región Caribe, con fuertes lluvias que dejaron sólo en Cartagena más de 20 mil damnificados. La Guajira estaba en estado crítico y las personas afectadas en ese departamento alcanzaron las 10 mil, con pérdidas materiales superiores a los mil millones de pesos. "Joan", que hasta entonces había avanzado con una velocidad de entre 6 y 10 kilómetros por hora, se mantuvo quieto en medio del mar toda la noche del miércoles.

### Archipiélago de San Andrés y Providencia
Mientras tanto, en San Andrés se adelantaban todos los preparativos ante el paso del huracán. La última vez que el archipiélago fue afectado por estos fenómenos ocurrió en 1961, cuando un huracán pasó por un lado de la isla y causó daños que en ese entonces se calcularon en 5 millones de dólares. El radio de influencia de "Joan" superaba los 150 kilómetros, los vientos en su interior alcanzaban los 180 kilómetros por hora y los vuelos entre el archipiélago y el continente fueron suspendidos.
La repentina parada del huracán en medio del mar, permitió que en la isla se tomaran todas las medidas de seguridad.
En la noche del miércoles una nueva información, proveniente del el jueves, en horas del día, "Joan" siguió estático en medio del Caribe Occidental. En algunos momentos se creyó que podía perder fuerzas y desaparecer antes de pasar cerca a San Andrés Isla. Pero en la madrugada del viernes las cosas cambiaron: el huracán inició una lenta marcha, a razón de 8 kilómetros por hora, con dirección a las costas nicaragüenses. Esto dejaba al archipiélago colombiano dentro del área de influencia de "Joan" y en las primeras horas de la mañana se registraron los primeros aguaceros. Hacia el medio día, la isla comenzó a ser afectada por vientos huracanados de más de 70 kilómetros por hora, que llegaban por ráfagas, y por intensas precipitaciones que alcanzaron los 300 milímetros (en un solo día, San Andrés recibió lluvias equivalentes a las que caen en Bogotá en todo un mes de invierno). En las horas de la tarde llegaron las primeras noticias sobre los efectos del huracán en la isla, que había quedado incomunicada al salir del aire las diferentes antenas de radiodifusión y telecomunicaciones.
Al filo de las 3 de la tarde del viernes 21, "Joan" se acercó a 88 kilómetros al sur de la Isla. Los vientos en su interior eran de 200 kilómetros por hora mientras los que azotaban la isla llegaban a los 80 y 100. Este fue el momento en que el huracán estuvo más próximo al archipiélago. En Providencia, situada al norte de San Andrés, se presentaron lluvias fuertes y continuas durante todo el viernes, acompañadas de ráfagas de vientos huracanados que destruyeron algunas de las viviendas de madera.

## Nicaragua.
Joan tocó tierra justo al sur de Bluefields el 22 de octubre Pasó sobre la porción norte de Lago Cocibolca, pasó por encima de Managua, y entró en el Océano Pacífico cerca de León el 23 de octubre Joan seguía siendo un huracán o una tormenta tropical durante todo su paso por Centroamérica, y fue una tormenta tropical mínima cuando alcanzó el Pacífico de acuerdo con la política de la época, Joan pasó a llamarse Miriam.

## ¿Joan o Juana?
Aunque el nombre oficial del fenómeno corresponde con el nombre Joan, algunos periodistas en Costa Rica y Nicaragua comenzaron a llamar al fenómeno con el nombre de Juana, traducción al castellano del nombre original. De acuerdo al Centro Nacional de Huracanes, el nombre correcto es Joan.
Dicha práctica era común en la época, ejemplo de ello fue el Huracán Gilbert que devastó Jamaica y Yucatán, el cual fue llamado por algunos medios como Gilberto y más recientemente con el Huracán Ophelia y la Tormenta Subtropical Alpha  los cuales en algunos medios se empezó a castellanizar con los nombres de Ofelia y Alfa lo cual es incorrecto, ya que los nombres de los ciclones tropicales no deben sufrir traducciones para evitar errores de información.